# Casa a la plaça Major (la Pobleta de Bellveí)
La Casa a la plaça Major és una casa de la Pobleta de Bellveí, al municipi de la Torre de Cabdella (Pallars Jussà) inclosa a l'Inventari del Patrimoni Arquitectònic de Catalunya.

## Descripció
Habitatge a la cantonada del carrer major amb la plaça major.
Edifici de tres plantes amb la teulada sobrealçada modernament. El ràfec acabava amb un fris en esgrafiat. La façana conté balcons amb baranes de ferro forjat amb motius geomètrics i mènsules amb motius eclèctics. Els balcons del primer pis situats a la façana del carrer major, sobre el portal d'accés, tenen unes mènsules policromades amb bustos de figures femenines.